# 직교 리 대수
리 군론에서 직교 리 대수(直交Lie代數, 영어: orthogonal Lie algebra)는 직교군에 대응되는 리 대수이다. 어떤 대칭 쌍선형 형식에 대하여 반대칭 행렬을 이루는 선형 변환들로 구성된다.

## 정의
다음이 주어졌다고 하자.
- 가환환 {\displaystyle K}
- {\displaystyle K}-가군 {\displaystyle V}
- {\displaystyle V} 위의 대칭 쌍선형 형식 {\displaystyle B\colon \operatorname {Sym} ^{2}V\to K}

그렇다면, {\displaystyle V}의 자기 준동형으로 구성된 {\displaystyle K}-리 대수
{\displaystyle {\mathfrak {gl}}(V;K)=\operatorname {End} _{K}(V)=\hom _{K}(V,V)}
를 생각할 수 있다. 이 속에서, 다음과 같은 {\displaystyle K}-부분 가군은 {\displaystyle K}-부분 리 대수를 이루며, 이를 {\displaystyle V}의 {\displaystyle B}에 대한 직교 리 대수라고 한다.
{\displaystyle {\mathfrak {o}}(V,B)=\{M\in {\mathfrak {gl}}(V;K)\colon B(v,Mv)=0\;\forall v\in V\}}
만약 가환환 {\displaystyle K}에서 2가 가역원이라면, {\displaystyle M\in {\mathfrak {gl}}(V;K)}에 대하여 다음 두 조건이 서로 동치이다.
1. {\displaystyle B(v,Mv)=0\qquad \forall v\in V}
2. {\displaystyle B(u,Mv)=-B(v,Mu)\qquad \forall u,v\in V}

그러나 만약 2가 가역원이 아니라면 일반적으로 전자가 후자보다 더 강한 조건이다.
만약 추가로 {\displaystyle K}가 표수가 2가 아닌 체이며, {\displaystyle V}가 유한 차원 벡터 공간이며, {\displaystyle B}가 비퇴화 쌍선형 형식이라면, 이는 {\displaystyle V}와 쌍대 공간 {\displaystyle V^{*}} 사이의 동형을 정의하며, 이 경우 직교 리 대수는 {\displaystyle B}를 통하여 행렬로 표기하였을 때 반대칭 행렬이 되는 선형 변환들로 구성된다. 즉, 아인슈타인 표기법으로,
{\displaystyle B(u,v)=B_{ij}u^{i}v^{j}}
로 적으면,
{\displaystyle M\in {\mathfrak {o}}(V,B)\iff M_{ij}=-M_{ji}\qquad (M_{ij}\,{\stackrel {\mathrm {def} }{=}}\,B_{ii'}M^{i'}{}_{j})}
이다.

## 성질
가환환 {\displaystyle K} 위의 가군 {\displaystyle V} 위의 이차 형식 {\displaystyle Q\colon V\to K}에 대응되는 대칭 쌍선형 형식이
{\displaystyle B(u,v)=Q(u+v)-Q(u)-Q(v)}
라고 하자. 그렇다면, 리 대수 {\displaystyle {\mathfrak {o}}(V,B)}는 직교군 {\displaystyle \operatorname {O} (V,Q)}의 리 대수이다.
대수군의 경우와 달리, 리 대수는 이차 형식에 직접적으로 의존하지 않으며, 오직 그 연관 대칭 쌍선형 형식에만 의존한다. 이는 직교군의 정의가
{\displaystyle Q(Mv)=Q(v)\qquad \forall v\in V}
인데, 이를 “무한소화”하면
{\displaystyle Q((1+tM)v)=Q(v)+{\mathcal {O}}(t^{2})}
가 된다. 그런데
{\displaystyle Q((1+tM)v=Q(v)+tB(v,Mv)+t^{2}Q(Mv)}
이므로, 이는 오직 {\displaystyle B(-,-)}에만 의존하게 된다.

## 예
만약 {\displaystyle B=0}일 때, 정의에 따라 자명하게 {\displaystyle {\mathfrak {o}}(V,B)={\mathfrak {gl}}(V)}이다.

### 특수 직교 리 대수
만약 {\displaystyle V}가 유한 생성 자유 가군일 경우, 대각합이 0인 가군 준동형들로 구성된 특수 선형 리 대수
{\displaystyle {\mathfrak {sl}}(V;K)=\{M\in {\mathfrak {gl}}(V;K)\colon \operatorname {tr} M=0\}\subseteq {\mathfrak {gl}}(V;K)}
를 정의할 수 있다. 이 경우, 특수 직교 리 대수(영어: special orthogonal Lie algebra)
{\displaystyle {\mathfrak {so}}(V,B)={\mathfrak {o}}(V,B)\cap {\mathfrak {sl}}(V;K)}
를 정의할 수 있다. 
만약 {\displaystyle K}가 체이며, {\displaystyle B}가 비퇴화 쌍선형 형식일 경우, {\displaystyle {\mathfrak {so}}(V,B)={\mathfrak {o}}(V,B)}이다. 그러나 예를 들어 만약 {\displaystyle \operatorname {char} K=2}일 때, 홀수 차원 {\displaystyle K}-벡터 공간 위에서, 비특이 이차 형식에 대응되는 대칭 쌍선형 형식은 퇴화 대칭 쌍선형 형식이며, 이 경우 직교 리 대수는 특수 선형 리 대수에 포함되지 않는다. 예를 들어, 표수가 2인 체 위에서,
{\displaystyle 1_{n\times n}\in {\mathfrak {sl}}(n;\mathbb {F} _{2})\iff 2\mid n}
이지만, {\displaystyle B}가 (이차 형식에 대응되는) 교대 대칭 쌍선형 형식이라면
{\displaystyle B(v,1_{n\times n}v)=0}
이므로 항상 {\displaystyle 1_{n\times n}\in {\mathfrak {o}}(n,B;\mathbb {F} _{2})}이다.